# Shibin al Kawm
Shibin al Kawm is een stad in Egypte en is de hoofdplaats van het gouvernement Al Minufiyah.
Bij de volkstelling van 2006 telde Shibin al Kawm 177.060 inwoners.